# Vachonium boneti
Espèce
Vachonium boneti est une espèce de pseudoscorpions de la famille des Bochicidae.

## Distribution
Cette espèce est endémique du Yucatán au Mexique. Elle se rencontre à Tekax dans la grotte Actún Sabacá.

## Étymologie
Cette espèce est nommée en l'honneur de Federico Bonet Marco.

## Publication originale
- Chamberlin, 1947 : The Vachoniidae - a new family of false scorpions represented by two new species from caves in Yucatan (Arachnida, Chelonethida, Neobisioidea). Bulletin of the University of Utah, Biological Series, vol. 10, no 4, p. 1-15.